# Ferreira Netto
Joaquim Antônio Ferreira Netto (São Paulo, 2 de janeiro de 1938 — São Paulo, 4 de agosto de 2002) foi um jornalista brasileiro.

## Carreira
Começou como repórter no jornal O Dia e passou também pelo Correio Paulistano, Diário da Noite, Diário de São Paulo, Jornal do Brasil, Folha da Tarde, entre outros, além das revistas Manchete e Amiga.
Trabalhou na Folha da Tarde como colunista, e por inúmeras emissoras de televisão nas décadas de 1970, 1980 e 1990, onde apresentava um programa de debates, semanal ou diário, conforme o caso, que levava o seu nome, cujo tema de abertura era a música instrumental Bayou, da banda The Love Unlimited Orchestra. Passou pelas redes Rede Record, onde o programa estreou em 1978. Sempre obedecendo o mesmo formato, passou pelo SBT, Rede Bandeirantes, TV Gazeta, Rede Mulher e Rede Manchete.
O Programa Ferreira Netto foi o primeiro da televisão brasileira a fazer um debate televisivo entre os dois principais candidatos ao governo paulista, na eleição de 1982, entre Franco Montoro (PMDB) e Reynaldo de Barros (PDS), depois da abertura política de 1979, no SBT, onde manteve um programa de entrevistas políticas nos finais de noite. Inclusive, no final do debate que deixou o SBT na liderança da audiência, o dono do canal, Silvio Santos, entrou no estúdio antes do término do programa e cumprimentou publicamente Ferreira, chegando a confessar que estava com receio de autorizar a realização do referido debate. Ferreira Netto costumava começar a atração conversando por um telefone vermelho com um suposto amigo, chamado Léo. Usando desse estratagema, criticava e comentava as atualidades da política e da economia.
Ferreira Netto também era um crítico ferrenho do PT e do então presidente José Sarney. Além de trabalhar nas principais redações de TVs, também passou pelas rádios Tupi, Jovem Pan, e muitas outras.
Em 30 de setembro de 1970, às 18h40, entrou no estúdio da TV Excelsior, da qual era diretor, e anunciou aos telespectadores que o governo havia decretado o fim da Excelsior. Naquele momento, alguns técnicos do DENTEL que estavam na central técnica tiraram a emissora do ar.
Em 1989, quando apresentava seu programa na Record, Ferreira Neto entrevistou o então candidato a presidência Fernando Collor, e na ocasião o ajudou na entrevista, fazendo gestos fora das câmeras para ajudar o candidato se expressar, ou levantando o tom ou baixando, assim a entrevista passou de neutra para uma peça de publicidade a favor de Collor.
Em 1990, candidatou-se ao Senado pelo PRN do então presidente Fernando Collor, tendo perdido para Eduardo Suplicy (PT). No entanto, ficou à frente de nomes de vulto da política nacional, como o ex-governador Franco Montoro (PSDB) e o empresário Guilherme Afif Domingos (PL). Ferreira teve 3.806.787 votos.
Ferreira Netto ganhou os prêmios de jornalismo Roquete Pinto, Governador do Estado, Troféu Imprensa, Associação Paulista dos Críticos de Arte, Troféu Bandeirantes e Homem de Visão. Mantinha uma coluna com notícias de bastidores da televisão que era veiculada em vários jornais do Brasil, como O Dia, Folha da Tarde de Porto Alegre ou Jornal da Tarde de São Paulo.
Até antes de seu falecimento, Ferreira Netto apresentou seu talk-show na Rede CNT.

## Morte
Ferreira Netto faleceu em São Paulo, aos 64 anos, no dia 4 de agosto de 2002, por falência múltipla dos órgãos, após três semanas de internação. Seu corpo foi velado no dia seguinte no Palácio 9 de Julho, sede da Assembleia Legislativa de São Paulo e cremado no dia 6 no Cemitério da Vila Alpina.